# Den mörka kristallen
Den mörka kristallen (originaltitel: The Dark Crystal) är en film som kom ut 1982 och regisserades av Frank Oz och Jim Henson. Den utspelar sig i en helt annan värld med många olika fiktiva varelser som Skeksisarna, Gelflingerna, Podlingarna och Mystikserna.

## Om filmen
Filmens skapare, Jim Henson, är även skaparen av Mupparna. Även Den mörka kristallen är en dockfilm. En uppföljare, Power of the Dark Crystal, har länge planerats utan att bli slutförd. 

## Meriter
- 1983 - stora priset vid Avoriaz Fantastic Film Festival für Jim Henson und Frank Oz
- 1993 - Saturn Award för bästa fantasy-film

## Andra media
Den mörka kristallen gavs 1984 ut som 24-sidors bok med bilder från filmen och inläst på medföljande kassettband av Christel Körner. 